# Ixodes browningi
Ixodes browningi är en fästingart som beskrevs av Joseph Charles Arthur 1956. Ixodes browningi ingår i släktet Ixodes och familjen hårda fästingar. Inga underarter finns listade i Catalogue of Life.